# JTBC新闻室
《JTBC新闻室》（韓語：JTBC 뉴스룸）是韩国JTBC电视台的旗舰新闻节目，韩国标准时间（UTC+9）平日18:30、假日18:20播出，周一至周五时长80分钟，周末时长50分钟（以上均含广告），其前身为《JTBC News 10》和《JTBC News 9》。

## 历史
《JTBC News 10》随着JTBC电视台的开播而开播，为该台的旗舰新闻节目，周一至周五播出。与韩国三大无线电视台（KBS、MBC、SBS）的主新闻时段不同，《JTBC News 10》以深度报道为主。之后随着JTBC节目调整，《JTBC News 10》提前至晚9点左右开始播出，并改名为《JTBC News 9》。
2013年5月9日，前MBC资深新闻主播孙石熙加盟JTBC，担任新闻部门负责人，不久后《JTBC News 9》便在头条爆出三星集团打压工会的丑闻（JTBC由《中央日报》创立，而《中央日报》的创始人为三星首任会长李秉喆）。2013年9月16日，孙石熙重返主播台，担任《JTBC News 9》主播。孙石熙担任《JTBC News 9》主播首日，节目收视率达到1.948%，为韩国有线电视频道收视率首位。
2014年4月16日，世越号沉没事故发生之后，孙石熙和他的新闻团队致力于挖掘事件真相，由此名声大噪。其间有JTBC记者因采访时失言而广受批评，为此孙石熙本人在《JTBC News 9》亲自致歉；在新闻中，孙石熙也对连线专家提出的“船上可能无密室，生存可能性低”提出质疑，并为船上学生祈祷，赢得广泛尊重。这段时间内，《JTBC News 9》一直高居韩国有线电视新闻节目收视率榜首，2014年4月29日，节目收视率甚至超过了无线台MBC的旗舰新闻节目《MBC新闻平台》，达5.401%。
2014年9月19日，《JTBC News 9》停播，并于22日改版为《JTBC新闻室》，时间提前至晚八点档，并改为周一至周日每天播出。孙石熙继续担任周一至周四的主播。节目没有作为消闲的体育娱乐新闻，也不会播报一般的国际新闻，片尾也没有像其他电视台那样用吸引观众的美女主播播报天气，而是以国内时政要闻、社会焦点及深度调查为主，并与嘉宾或记者连线对话，甚至赴现场报道。
2016年10月24日，《JTBC新闻室》率先披露崔顺实干政事件核心证据——一台被证明是崔顺实用过的电脑，里面有200多份她为朴槿惠修改的演说文稿、致辞等文档，由此彻底引爆舆论。当天，JTBC、《JTBC新闻室》以及孙石熙本人同时登上NAVER热搜前十名。
2023年7月17日，《JTBC新闻室》攝影棚裝修完成，並且啟用新的主播陣容，平日主播為 Han Min-Yong 與 Choi Jae-Won，假日主播為 Kang Ji-Yong。
2024年3月11日，平日版《JTBC新闻室》提前至18:50播出。7月21日，假日版提前至18:30播出。12月31日，平日版再度提前至18:30播出。
2025年1月6日，啟用全新攝影棚。
2025年8月4日，《JTBC新闻室》更換開場片頭與音樂，新任平日主播為Oh Dae-young與Lee Sujin。8月9日，假日版《JTBC新闻室》提前至18:20播出。

## 播出时间
- 周一至周五：18:30-19:50
- 周六、周日：18:20-19:10

現時，《JTBC新聞室》在播出完片頭後，會先播出數段廣告，再開始播出詳細新聞內容。
如有重大新闻事件，一如韩国其他电视台，节目名称会临时改为《特集 JTBC新闻室》，节目也不会受限于上述播出时间。例如，2024年12月14日，为报道第二次尹锡悦弹劾案投票情况，当天的《特集 JTBC新闻室》提前至当地时间15:50开始播出，并分为两部分播出，总时长达到四个多小时。

## 主播
- 平日版：Oh Dae-young、Lee Sujin
- 假日版：Ahn Na-kyung